# Landsbankinn
Landsbankinn (do kwietnia 2011 jako: New Landsbanki) – bank komercyjny oferujący usługi finansowe osobom fizycznym, gospodarstwom domowym, przedsiębiorstwom oraz inwestorom profesjonalnym w Islandii, następca prawny upadłego w wyniku kryzysu finansowego Landsbanki.
Landsbankinn jest największym bankiem w Islandii. Pod koniec 2011 r. zatrudniał 1142 pracowników, a suma jego aktywów wynosiła 1135 mld ISK.